# Bernterode (bei Heilbad Heiligenstadt)
Bernterode (bei Heilbad Heiligenstadt) è una frazione della città tedesca di Heilbad Heiligenstadt.

## Storia
Il 1º gennaio 2019 il comune di Bernterode (bei Heilbad Heiligenstadt) venne aggregato alla città di Heilbad Heiligenstadt.